# 彼德拉斯
彼德拉斯是哥倫比亞的城鎮，位於該國中西部，由托利馬省負責管轄，距離首府伊瓦格50公里，始建於1552年，面積361平方公里，海拔高度426米，2005年人口5,370。
4°30′N 74°55′W / 4.500°N 74.917°W